# بيسينيكو

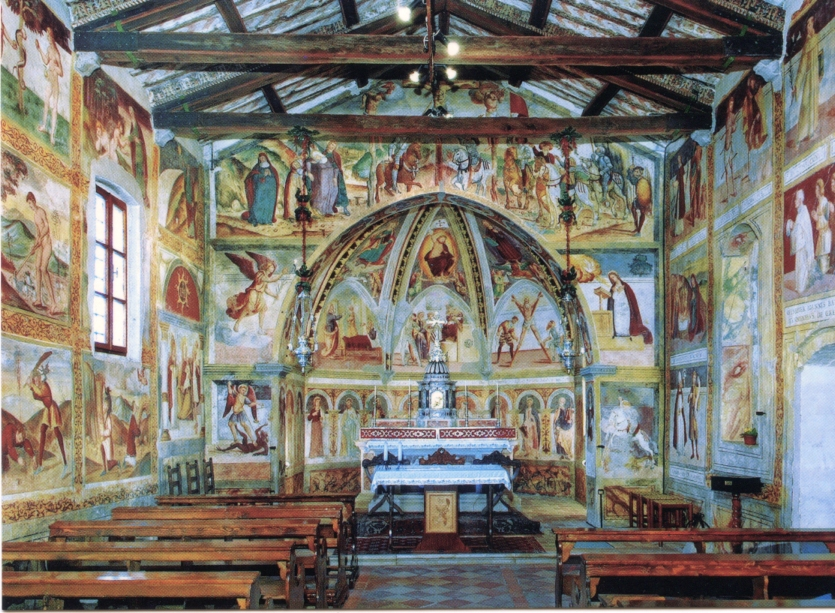
داخل كنيسة سانت أندريا في قريس

بيسينيكو (بالفريولية: Bicinins) هي بلدية تقع في مقاطعة أوديني في المنطقة الإيطالية فريولي فينيزيا جوليا، وتقع على بعد حوالي 50 كيلومترا (31 ميل) شمال غرب ترييستي وحوالي 15 كيلومترا (9 ميل) جنوب أوديني.
تقع بيسينيكو على حدود البلديات التالية: كاستيون دي سترادا و غونار و مورتيجليانو و بافيا دي أودين و سانتا ماريا لا لونجا.

## روابط خارجية
- الموقع الرسمي